# Linha Nova

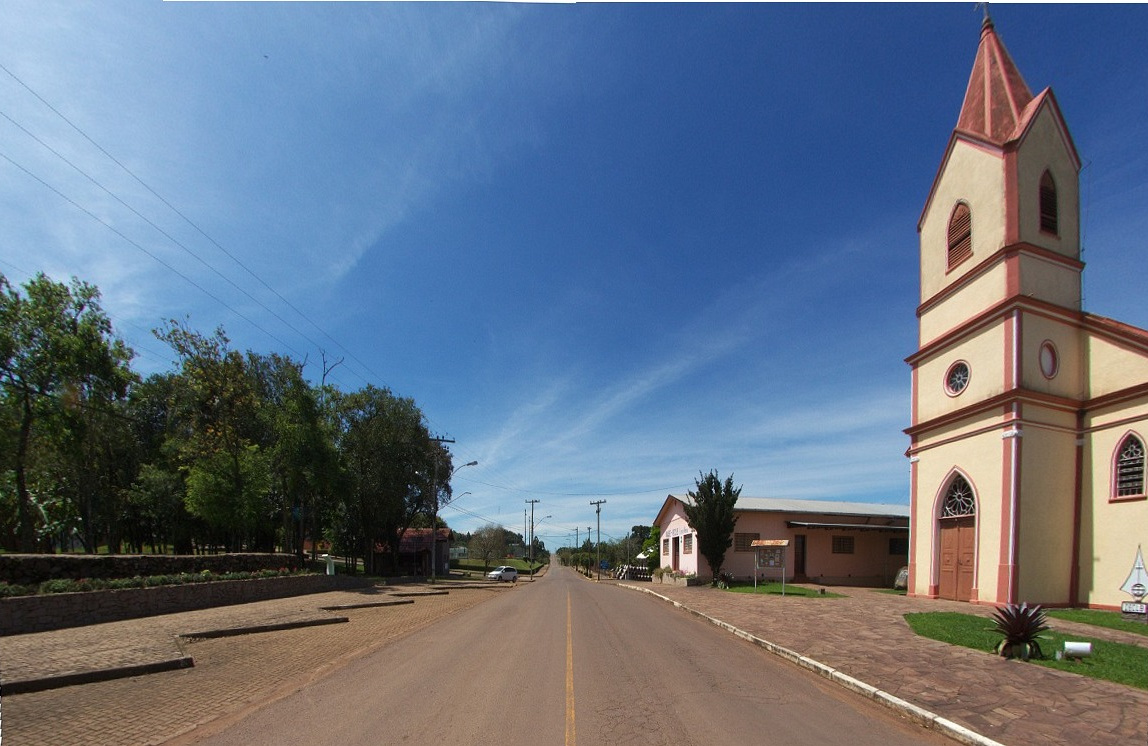
Una calle en Linha Nova.

Linha Nova es un municipio brasileño del estado de Rio Grande do Sul.
Se encuentra ubicado a una latitud de 29º28'03" Sur y una longitud de 51º12'03" Oeste, estando a una altitud de 365 metros sobre el nivel del mar. Su población estimada para el año 2004 era de 1.618 habitantes.
Ocupa una superficie de 62,996 km².
- Datos: Q733173
- Multimedia: Linha Nova / Q733173